# Ctenotus lancelini
Ctenotus lancelini là một loài thằn lằn trong họ Scincidae. Loài này được Ford mô tả khoa học đầu tiên năm 1969.